# Phyllanthus arvensis
Phyllanthus arvensis är en emblikaväxtart som beskrevs av Johannes Müller Argoviensis. Phyllanthus arvensis ingår i släktet Phyllanthus och familjen emblikaväxter. Inga underarter finns listade i Catalogue of Life.